# William Bateson
William Bateson, född 8 augusti 1861, död 8 februari 1926, var en brittisk genetiker. Han var far till antropologen Gregory Bateson.
Bateson erhöll 1908 en personlig professur vid Cambridge 1908 och blev 1910 föreståndare för John Inne's horticultural institue. Under sina yngre år sysslade Bateson med allmän biologi, biometri, utvecklingslära och variation. När Mendels lagar återupptäcktes 1900, insåg Bateson strax deras stora betydelse och blev genom sina viktiga och omfattande undersökningar en av de ledande forskarna inom den moderna ärftlighetsläran. Under sina sista år sysslade han med undersökningar av vegetativ klyvning.
Batessons viktigaste arbeten är Materials for the study of variation (1894), Mendel's principles of heredity (2:a upplagan 1913), samt Problems of genetics (2:a upplagan 1916).
Han var den första person som använde termen genetik för att beskriva studiet av ärftlighet och biologiskt arv.
Bateson var tillsammans med Reginald Punnett en av upptäckarna av genetisk koppling (engelska: genetic linkage).
Bateson invaldes 1894 som fellow i Royal Society. Han erhöll Darwinmedaljen 1904 och Royal Medal 1920.